# Steuerventil (Eisenbahn)

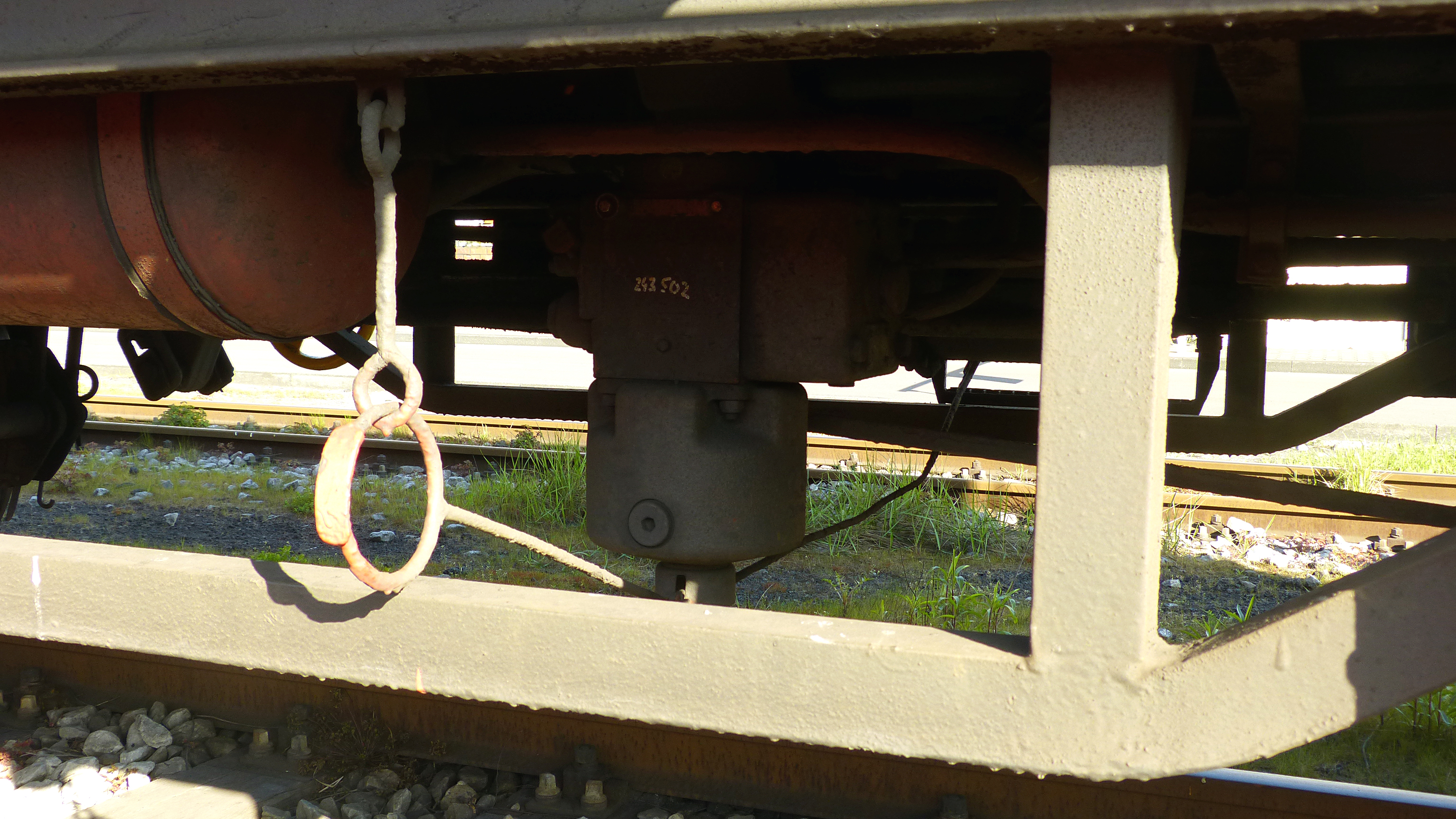
Steuerventil an einem Güterwagen

Steuerventile regeln in jedem Fahrzeug eines mit der selbsttätigen Druckluftbremse ausgerüsteten Eisenbahn-Zuges automatisch die Strömung der Druckluft zwischen der Hauptluftleitung, dem Vorratsluftbehälter, den Bremszylindern und der Umgebungsluft.
Für die am häufigsten vorkommenden rein pneumatischen Steuerung ist kennzeichnend:
- Prinzip der Selbsttätigkeit: Bei einer Verminderung des Luftüberdrucks in der Hauptluftleitung z. B. durch eine Zugtrennung oder eine Entgleisung – veranlasst das Steuerventil ohne Zutun des Triebfahrzeugführers, dass Druckluft vom Vorratsluftbehälter zum Bremszylinder gelangt, die das Fahrzeug bremst.
- Prinzip der indirekten Wirkung: Der Bremszylinder wird nicht direkt aus der Hauptluftleitung, sondern indirekt aus dem Vorratsluftbehälter gefüllt, was erst die Selbsttätigkeit ermöglicht.
- Prinzip der Unerschöpfbarkeit: So lange Druck in der Hauptluftleitung vorhanden ist, gilt die Bremse als unerschöpfbar, da sie beim Druckanstieg in der Hauptluftleitung nur proportional dazu löst und gleichzeitig die Vorratsluftbehälter wieder mit Luft gefüllt werden.

## Geschichte

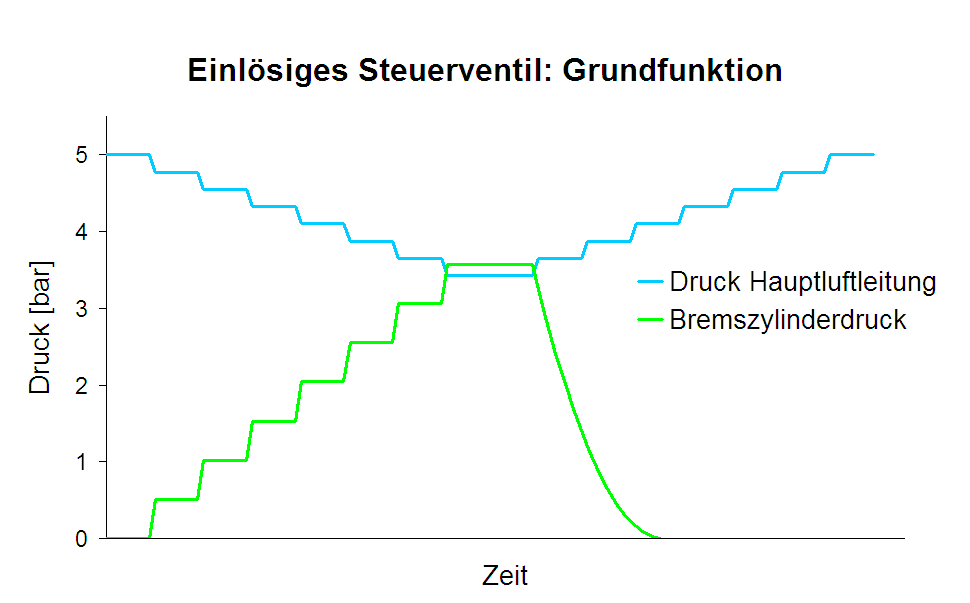
Die frühere einlösige Bremse konnte zwar stufenweise angelegt, aber nur auf einmal gelöst werden.

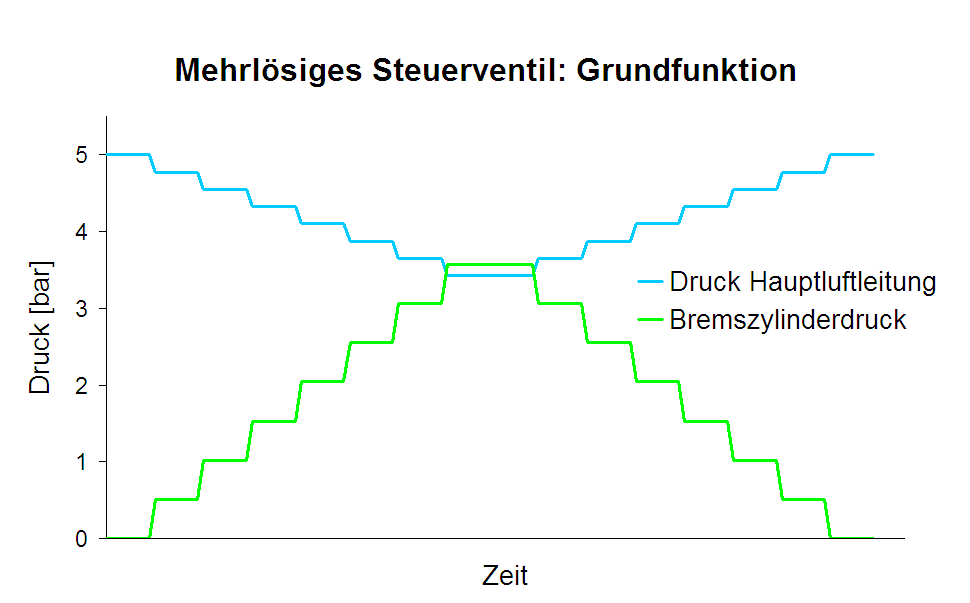
Die heute in Europa eingesetzten Bremsen, die auch stufenweise lösbar sind, werden als mehrlösig bezeichnet.

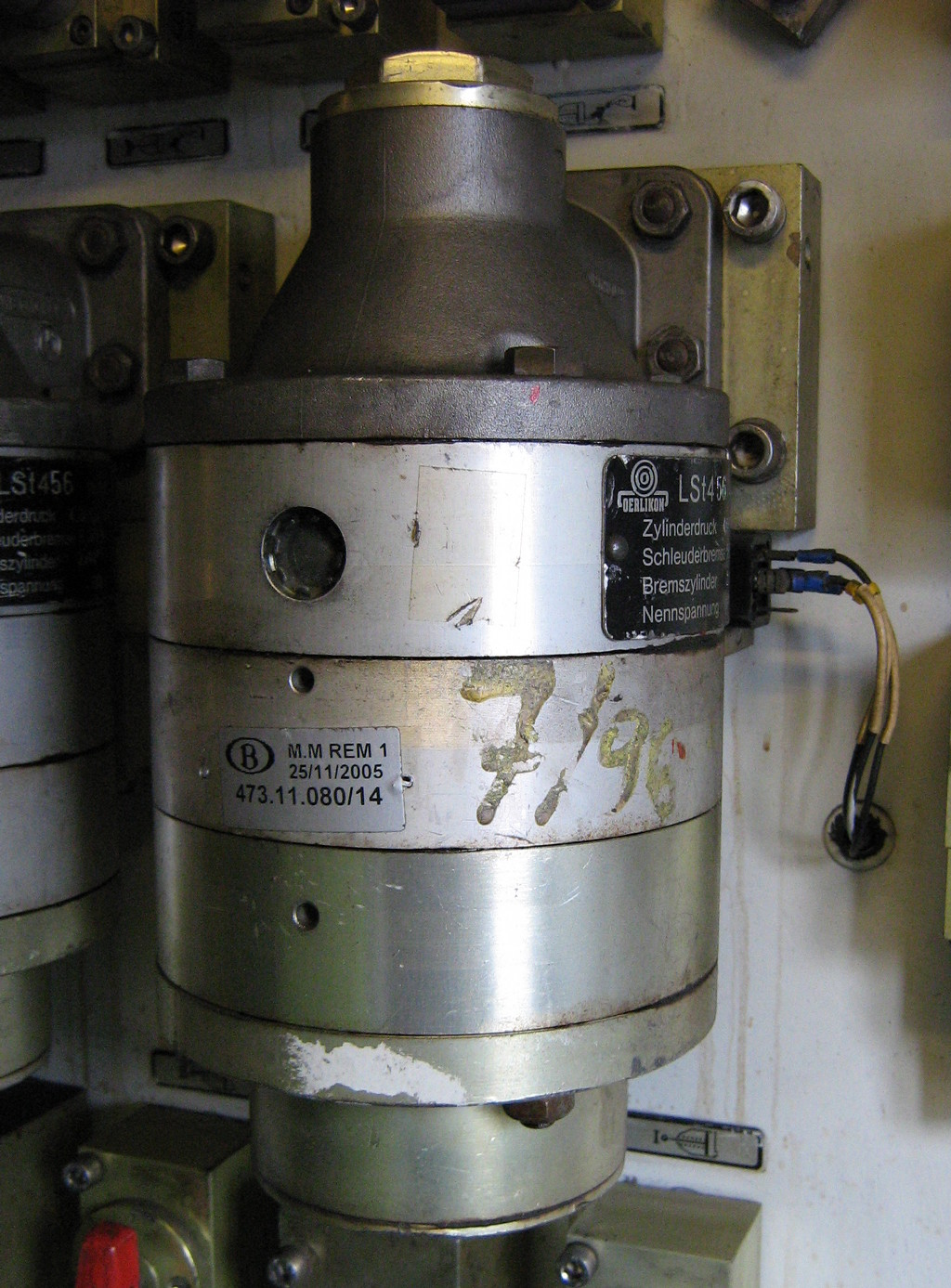
Steuerventil einer Lokomotive der NMBS/SNCB-Reihe 27

1887 erfand George Westinghouse die indirekt wirkende Druckluftbremse. Bei dieser Bremse wird die Druckluft von der Lokomotive nicht direkt in die Bremszylinder geleitet, sondern ein Steuerventil an jedem Wagen steuert auf Befehl des Lokomotivführers den Bremszylinderdruck. Mit den damaligen einlösigen Steuerventilen können die Bremsen zwar stufenweise angelegt, aber nur auf einmal gelöst werden.
Die relativ kurzen Reisezüge auf Hauptstrecken wurden bereits im 19. Jahrhundert zum größten Teil mit Druckluftbremsen ausgerüstet. Diese Bremsen waren jedoch für lange Güterzüge nicht brauchbar, sodass sie weiterhin handgebremst fuhren. Die Entwicklung einer Güterzugbremse wurde durch den Ausbruch des Ersten Weltkriegs verzögert. Der im Jahre 1922 gegründete Internationale Eisenbahnverband nahm die Einführung von Güterzugbremsen in die Hand. 1926 wurden die einlösige französische Westinghouse-Güterzugbremse (W) und die mehrlösige deutsche Kunze-Knorr-Güterzugbremse (Kk) geprüft und international zugelassen.
Die Kunze-Knorr-Bremse wurde von Wilhelm Hildebrand zur mehrlösigen Hildebrand-Knorr-Bremse (Hik) weiterentwickelt, die 1932 die internationale Zulassung erhielt und bis Mitte der 1950er Jahre Standard bei den deutschen Bahnen war. Aus anderen Ländern wurden 1928 die Drolshammer-Bremse (Dr, Schweiz) und die Bozič-Bremse (Bo, Tschechoslowakei) sowie 1934 die Breda-Bremse (Bd, Italien) zugelassen. Die Kurzbezeichnungen sind an den Wagen angeschrieben.
Der Zweite Weltkrieg unterbrach die Entwicklung und die internationale Zusammenarbeit. Bei den Nachkriegskonstruktionen der Steuerventile setzte sich die Membransteuerung gegen die Schiebersteuerung durch. Diese Steuerventile zeichneten sich durch geringeres Gewicht, ein Baukastensystem und größere Unterhaltsintervalle aus. Es kam zu einer Reihe von Neuzulassungen:
- 1948 Charmilles-Bremse Ch (Schweiz)
- 1950 Oerlikon-Bremse O (Schweiz)
- 1954 Knorr-Bremse mit Einheitswirkung KE[1] (Bundesrepublik Deutschland)
- 1955 DAKO DK (Tschechoslowakei)
- 1955 Westinghouse Frankreich WE
- 1962 Westinghouse Italien WU
- 1969 Westinghouse England WA

Diese Bremsen wurden nach den Firmen benannt, die sie entwickelt hatten.
Mit den neuesten Bauarten wurde die technische Grenze der Druckluftbremsen erreicht. Die Entwicklung konzentrierte sich nicht mehr auf technische Raffinessen, sondern auf in Herstellung und Unterhalt kostengünstige Apparate.
Der Hauptnachteil der rein pneumatischen Bremse ist die auf etwa 280 m/s begrenzte Durchschlagsgeschwindigkeit. Elektropneumatische Bremsen (ep-Bremsen) bieten die Möglichkeit, die nachteiligen Eigenschaften der reinen Druckluftbremsen zu verringern. Die indirekt wirkende ep-Bremse hat sich bei den Reisezügen des Fernverkehrs durchgesetzt, da die Wagen ohnehin elektrische Energie nutzen und mit einer Hauptluftbehälterleitung ausgestattet sind. Zentrales Steuerorgan jedes Wagens ist (nach wie vor) ein herkömmliches Steuerventil.

## Steuerventile der mehrlösigen Druckluftbremse
Der Triebfahrzeugführer kann eine Bremsung jederzeit unterbrechen beziehungsweise stufenweise bremsen. Die heute in Europa eingesetzten Bremsen, die auch stufenweise lösbar sind, werden als mehrlösig bezeichnet.

### Funktion
Pneumatische Steuerventile arbeiten in der Regel nach dem sogenannten Dreidruckprinzip. Gesteuert werden der Hauptluftleitungsdruck (blau), der Druck im Steuerbehälter (gelb) und der Druck im Bremszylinder (grün). Der Druck im Hilfsluftbehälter (rot) enthält den Luftvorrat zur Speisung des Bremszylinders.
In bestimmten Fällen können gewisse Steuerventile an Stelle des Steuerbehälters (gelb) mit einer Feder ausgerüstet sein.

#### Füllen und Lösen
1 Hilfsluftbehälter

2 Hauptluftleitung

3 Ausschalthahn

4 Bremszylinder

5 Rückschlagventil

6 Rückschlagventil
  7 Steuerkolben

  8 Regulierkolben

  9 Steuerbehälter

10 Einlassventil

  A Luftauslass ins Freie

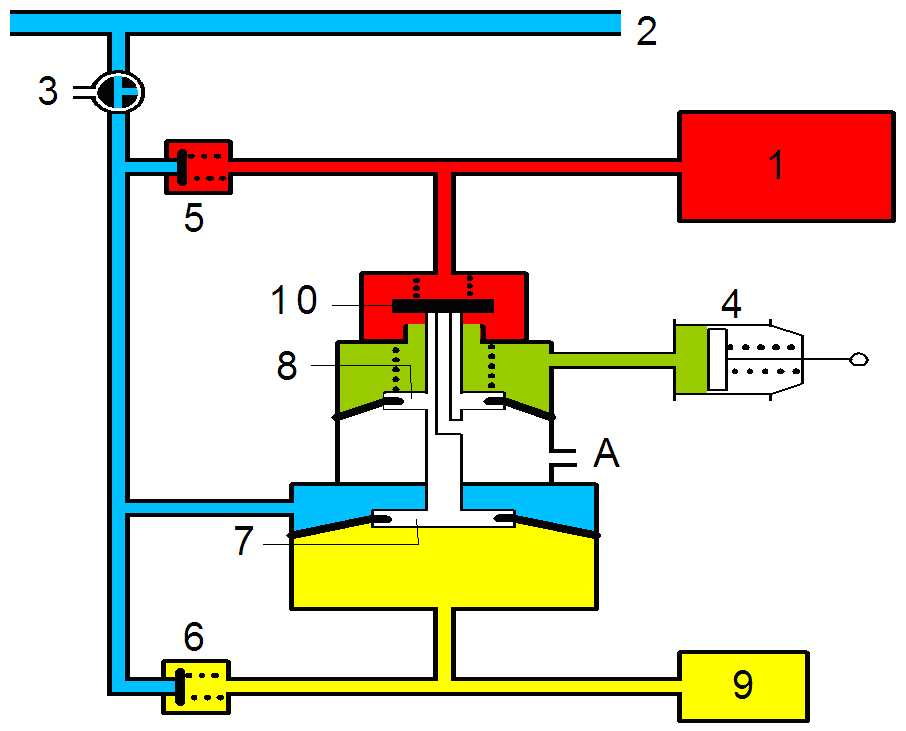
Bremsen

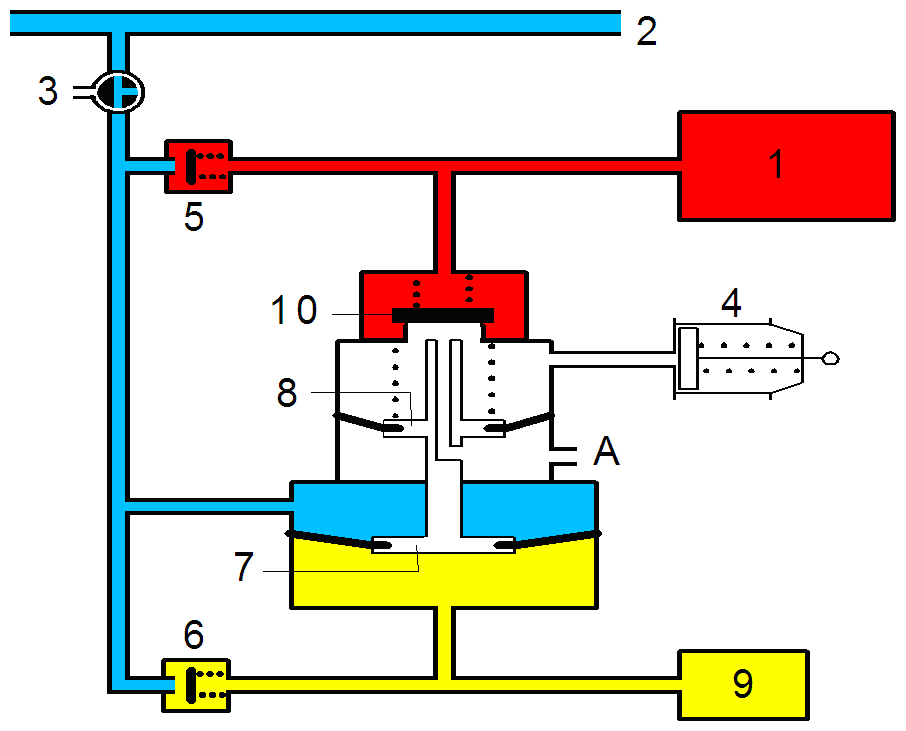
Steuerventil: Füllen und Lösen
1 Hilfsluftbehälter
2 Hauptluftleitung
3 Ausschalthahn
4 Bremszylinder
5 Rückschlagventil
6 Rückschlagventil
7 Steuerkolben
8 Regulierkolben
9 Steuerbehälter
10 Einlassventil
A Luftauslass ins Freie

Aus der Hauptluftleitung 2 strömt Druckluft über den Ausschalthahn 3
- in den Raum (blau) über dem Steuerkolben 7
- über das Rückschlagventil 5 in den Hilfsluftbehälter 1 und in den Raum (rot) über dem Einlassventil 10
- über das Rückschlagventil 6 in den Steuerbehälter 9 und in den Raum (gelb) unter dem Steuerkolben 7.

Der Steuerkolben wird durch die auf den Regulierkolben 8 drückende Feder etwas belastet, folglich steht der hohle Stößel mit dem auf seinem Sitz ruhenden Einlassventil 10 nicht in Berührung. Der Bremszylinder ist somit über die Bohrung des Stößels mit dem Freien verbunden.

#### Bremsen
Eine Druckverminderung in der Hauptluftleitung 2 bewirkt eine Abnahme des Drucks im Raum (blau) über dem Steuerkolben 7. Gleichzeitig schließen die Rückschlagventile 5 und 6. Somit kann weder aus dem Hilfsluftbehälter noch aus dem Steuerbehälter Druckluft in die Hauptluftleitung zurückströmen. Infolge des Druckunterschieds zwischen der Steuerluft (gelb) und der Hauptluftleitungsluft (blau) hebt sich der Steuerkolben, dessen Stößel das Einlassventil von seinem Sitz abhebt und öffnet. Die Verbindung des Bremszylinders 4 durch die Bohrung des Ventilstößels ist geschlossen und aus dem Hilfsluftbehälter strömt Druckluft (grün) durch das geöffnete Einlassventil 10 in den Bremszylinder.
Durch die einströmende Luft erhöht sich der Druck im Bremszylinder und in der zweiten Kammer des Bremsventils von oben (grüner Teil). Dadurch entsteht eine Kraft, die den Ventilstößel nach unten drückt und das Einlassventil 10 wieder schließt. Dadurch entsteht eine Proportionalität zwischen Druckverminderung in der Hauptluftleitung und Druckerhöhung im Bremszylinder.
Der Höchstdruck im Bremszylinder ist erreicht, wenn der Druck in der Hauptluftleitung um 1,5 bar vermindert wird. Wurde der Bremszylinder eines Triebfahrzeugs nach einer ersten Bremsung ausgelöst, kann der Bremszylinderdruck mit einer weiteren Senkung des Drucks in der Hauptluftleitung um 0,6 bar noch bis zu einem bestimmten Wert aufgebaut werden. Ein Höchstdruckbegrenzer am Steuerventil verhindert das Überschreiten des höchstzulässigen Drucks im Bremszylinder.

#### Abschlussstellung

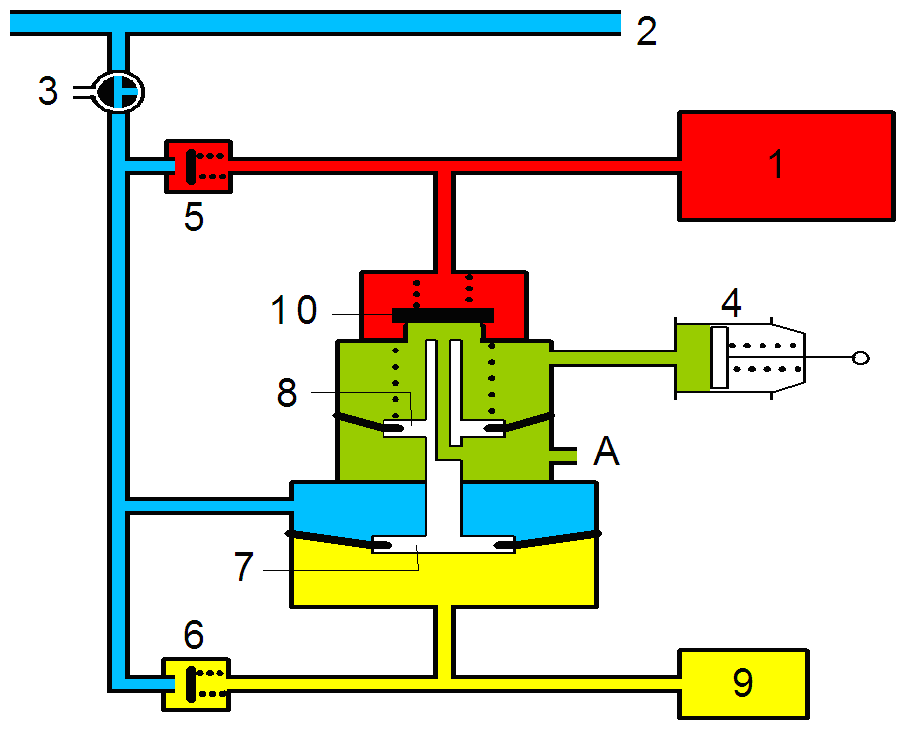
Stufenweises Lösen

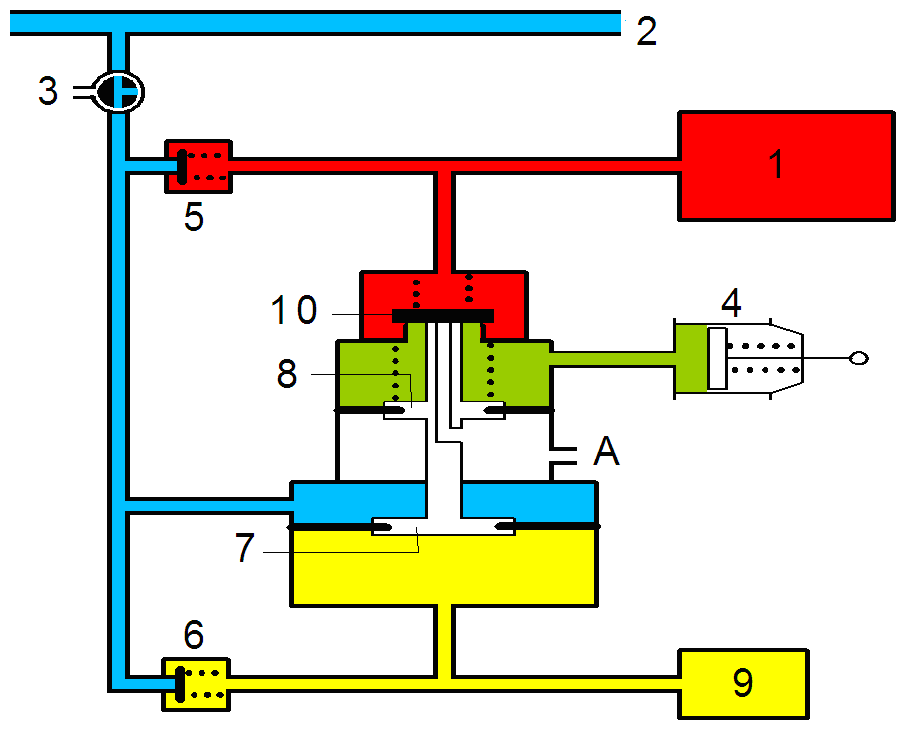
Abschlussstellung

Wenn der Druck im Bremszylinder 4 und damit der Druck (grün) im Raum über dem Regulierkolben 8 so weit gestiegen ist, dass die nach unten gerichtete Kraft des Regulierkolbens die nach oben gerichtete Kraft des Steuerkolbens 7 aufzuheben vermag bzw. leicht überwiegt, wird der Steuerkolben und mit ihm der hohle Stößel so weit nach unten bewegt, dass das Einlassventil 10 durch seine Feder auf seinen Sitz gedrückt und geschlossen wird. Die weitere Luftzufuhr aus dem Hilfsluftbehälter nach dem Bremszylinder ist damit abgeschlossen. Weil der hohle Ventilstößel mit dem Einlassventil in Berührung bleibt, ist auch kein Luftaustritt vom Bremszylinder nach dem Freien möglich. Jede weitere Druckverminderung in der Hauptluftleitung hat eine entsprechende Erhöhung des Drucks im Bremszylinder zur Folge, wobei jede Druckstufe in gleicher Weise abgeschlossen wird. Die volle Bremswirkung wird erreicht, wenn der Druck in der Hauptluftleitung so weit gesenkt ist, dass zwischen Hilfsluftbehälter und Bremszylinder ein Druckausgleich vorhanden ist.

#### Stufenweises Lösen
Wird durch das Führerbremsventil wieder Druckluft in die Hauptluftleitung eingelassen, so erhöht sich der Druck im Raum (blau) über dem Steuerkolben. Dadurch wird der Gleichgewichtszustand des Steuerkolbens gestört und dieser bewegt sich so weit nach unten, bis dessen Ventilstößel den Kontakt mit dem Einlassventil verliert. Die Druckluft (grün) kann nun aus dem Bremszylinder durch die Bohrung im Ventilstößel ins Freie entweichen, jedoch nur so lange, als die nach unten gerichtete Kraft genügt, um den Steuerkolben in der Lösestellung und damit die Bohrung des Ventilstößels offen zu halten. Mit der Abnahme des Bremszylinderdrucks wird auch der von oben auf den Regulierkolben 8 wirkende Druck schwächer, so dass sich der Steuerkolben unter dem Einfluss des Steuerdruckes (gelb) so weit nach oben bewegt, bis der Ventilstößel den Luftaustritt aus dem Bremszylinder schließt. Bei weiteren Druckerhöhungen in der Hauptluftleitung wiederholt sich der Lösevorgang.

#### Vollständiges Lösen
Die Bremse ist erst dann vollständig gelöst, wenn in der Hauptluftleitung der ursprüngliche, d. h. der vor der ersten Bremsung vorhanden gewesene, Druck wieder erreicht und der Hilfsluftbehälter wieder gefüllt ist.

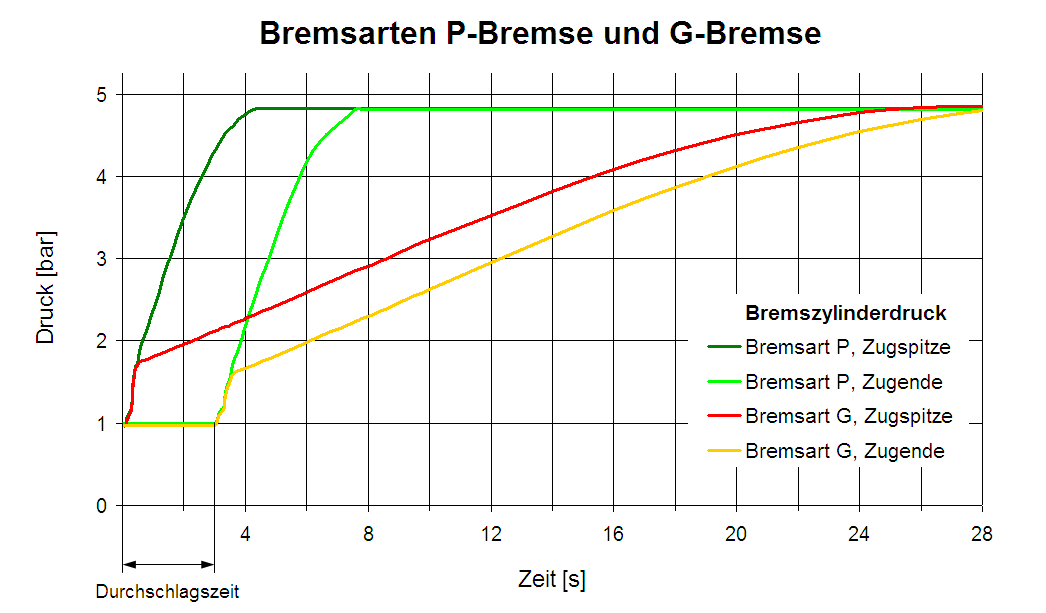
In der Bremsstellung P werden die Luftdurchgänge im Steuerventil weniger gedrosselt als in der Stellung G.

Der Bremszylinder ist vollständig gelöst, sobald der Druck in der Hauptluftleitung bis auf 0,2 bar unter den Normaldruck angestiegen ist. Die Lösegrenze ist auf diesen Wert festgelegt um Lösestörungen zu vermeiden, d. h. alle Bremsapparate, insbesondere auch diejenigen am Schluss des Zuges, sollen beim Erhöhen der Hauptluftleitung auf den Normaldruck, auch bei langen Zügen, zuverlässig lösen.

#### Abhängigkeit von der Bremsart
Die Bremszylinderfüll- und Lösezeiten hängen von der Bremsstellung ab. In der Bremsstellung P (Personenzugbremse) werden die Luftdurchgänge im Steuerventil weniger gedrosselt als in der langsamer wirkenden Stellung G (Güterzugsbremse).
Bei langen Güterzügen muss vermieden werden, dass der hintere Zugteil auf den vorderen bereits voll gebremsten Zugteil aufläuft und es zu Pufferübergreifungen und Zugtrennungen kommt. Darum müssen bei einer Bremsung die einzelnen Bremsen möglichst rasch ansprechen, aber die Bremskraft muss anschließend verhältnismäßig langsam aufgebaut werden. Der rasche Ansprung der Bremskraft (Einschuss) bei Beginn der Bremsung wird im Steuerventil mit dem sogenannten Mindestdruckventil erzeugt. Dieses lässt Druckluft vom Hilfsluftbehälter direkt in den Bremszylinder einströmen, bis darin ein Druck von 0,8 bar erreicht ist. Dann wird die Verbindung geschlossen und die weitere Drucksteigerung im Bremszylinder geht langsam voran, weil die Druckluft durch eine Drosselbohrung mit kleinem Durchmesser strömen muss.

## Steuerventile der früheren einlösigen Druckluftbremse

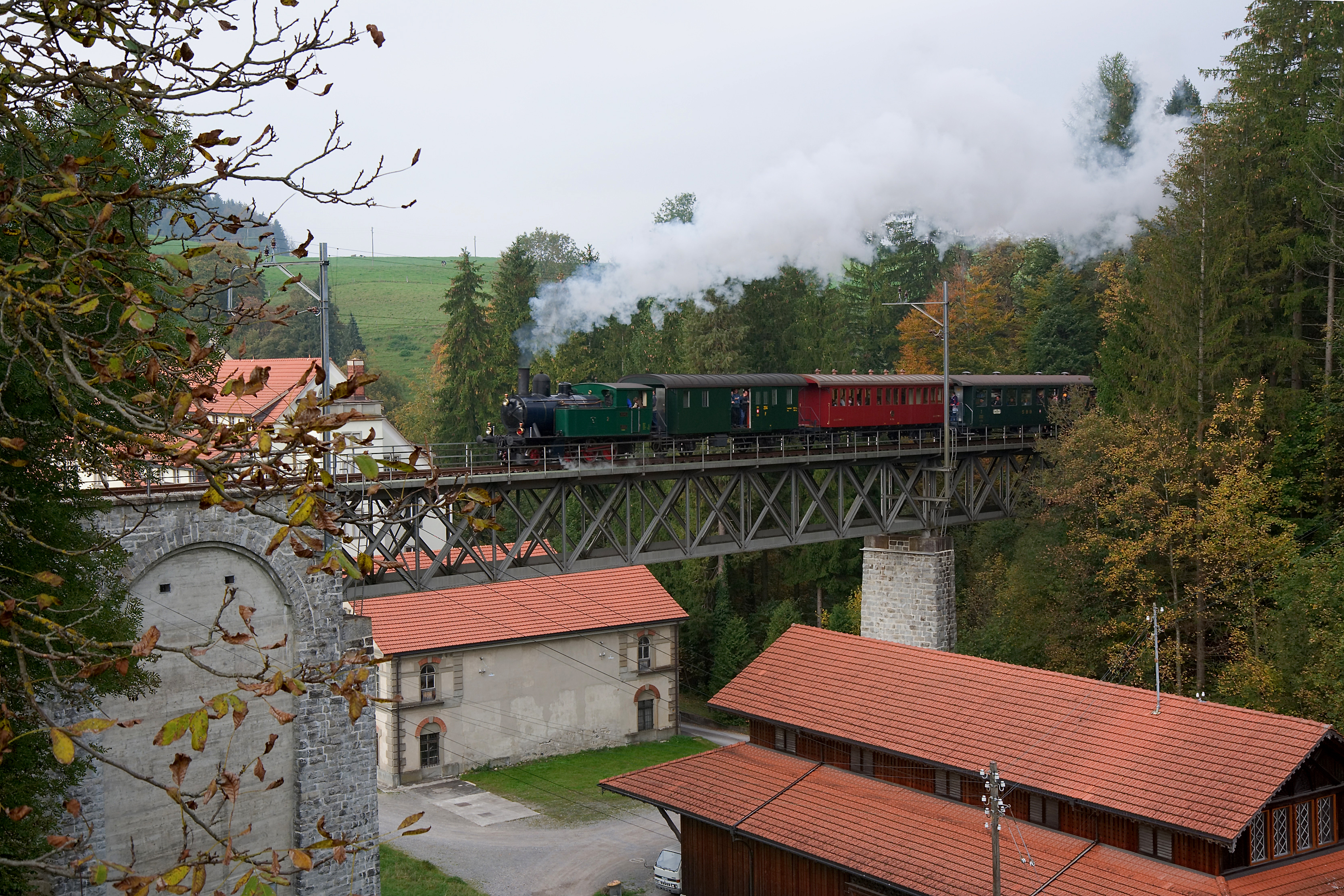
Die Museumszüge des Dampfbahn-Vereins Zürcher Oberland (DVZO) sind nach wie vor mit der einlösigen Druckluftbremse ausgerüstet. Aus Sicherheitsgründen kommt zusätzlich die direkt wirkende Regulierbremse zum Einsatz

Weil diese Bremse zwar stufenweise angelegt, aber nur auf einmal gelöst werden kann, wird sie als einlösige Bremse bezeichnet. Wird ein noch nicht abgeschlossener Lösevorgang mit einer erneuten Bremsung unterbrochen, sind die Hilfsluftbehälter noch nicht vollständig mit Druckluft gefüllt. Beim erneuten Anlegen der Bremsen wird der volle Bremszylinderdruck nicht wieder erreicht und die Bremswirkung lässt nach. Beim wiederholten Lösen und Anlegen besteht die Gefahr, dass sich einlösige Bremsen unter Verlust der Bremswirkung vollständig erschöpfen.
Seit 1988 werden in Europa im internationalen Verkehr keine einlösigen Steuerventile mehr verwendet.

### Funktion
Einlösige Steuerventile arbeiten nach dem Zweidruckprinzip. An der Steuerung der Druckluftbremse sind der Luftdruck in der Hauptluftleitung (blau) und im Hilfsluftbehälter (rot) beteiligt.

#### Füllen
1 Hilfsluftbehälter

2 Hauptluftleitung

3 Ausschalthahn

4 Bremszylinder

5 Steuerkolben
6 Füllnut

7 Abstufungsventil

8 Schieber

A Luftauslass ins

    Freie

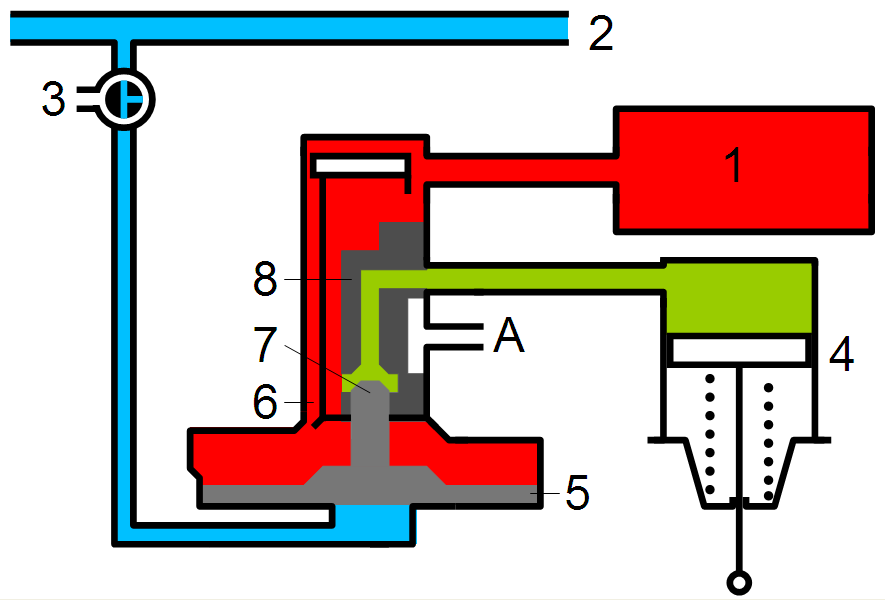
Bremsen

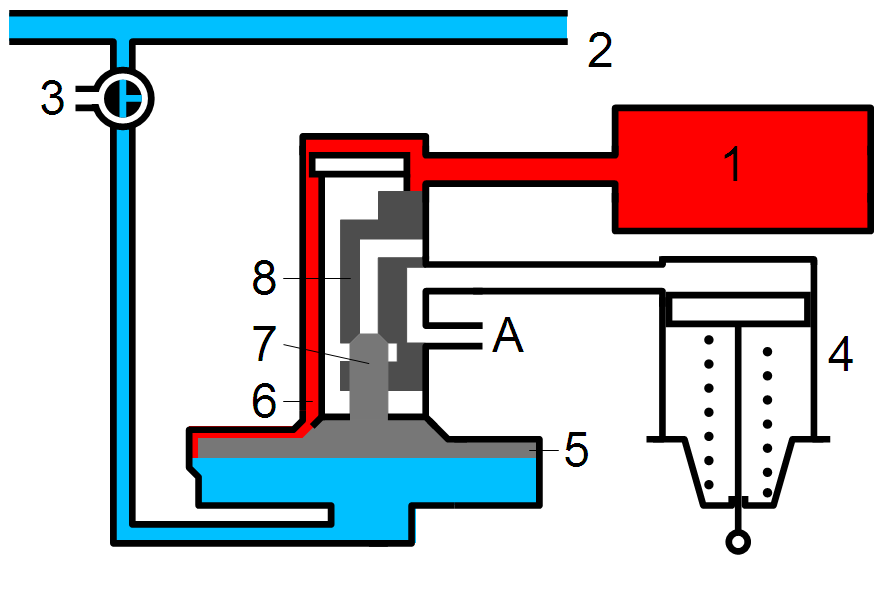
Steuerventil einer einlösigen Druckluftbremse: Füllen
1 Hilfsluftbehälter
2 Hauptluftleitung
3 Ausschalthahn
4 Bremszylinder
5 Steuerkolben
6 Füllnut
7 Abstufungsventil
8 Schieber
A Luftauslass ins
Freie

Nachdem der Druck in der Hauptluftleitung 2 erhöht wurde, strömt Druckluft in den Raum (blau) unter dem Steuerkolben 5, die den Steuerkolben in die Lösestellung presst. Dadurch ist die Füllnut 6 (rot) geöffnet und der Hilfsluftbehälter 1 wird langsam und gedrosselt auf den Druck der Hauptluftleitung aufgefüllt.
Das vollständige Auffüllen der Hilfsluftbehälter eines Zuges nach einer Vollbremsung auf 5 bar Druck dauert bis 2 Minuten.

#### Bremsen
Wenn Hauptluftleitungsluft (blau) deutlich unter dem im Hilfsluftbehälter 1 herrschenden Druck (rot) abgesenkt wird, bewegt sich der Steuerkolben 5 mit dem Abstufungsventil 7 in die Bremsstellung und verhindert ein Zurückströmen der Druckluft aus dem Hilfsluftbehälter. Durch den geöffneten Schieber 8 strömt Druckluft (grün) aus dem Hilfsluftbehälter in den Bremszylinder 4.
Wenn der Hilfsluftbehälter vor der Bremsung nicht vollständig auf den Regeldruck von 5 bar gefüllt wurde, tritt nur eine verminderte Bremswirkung ein.

#### Abschlussstellung

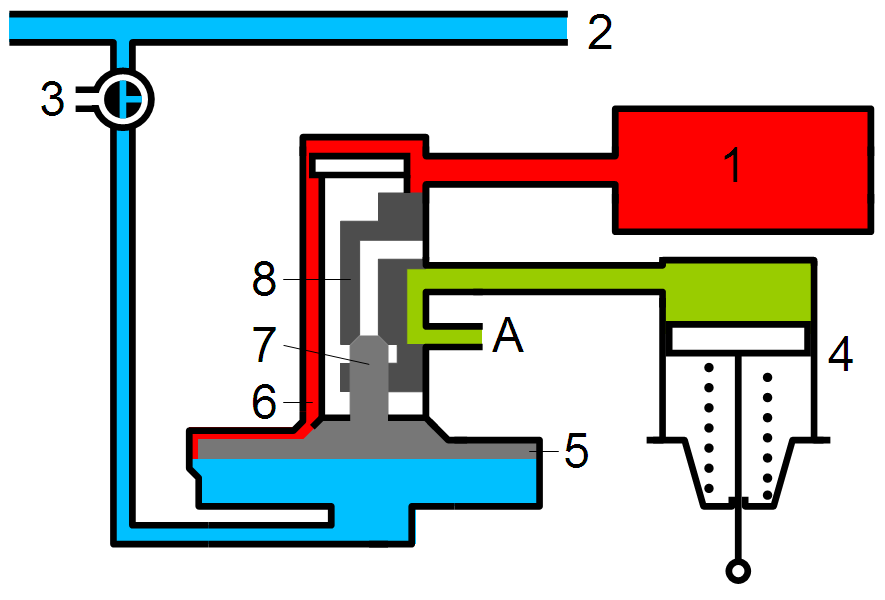
Lösen

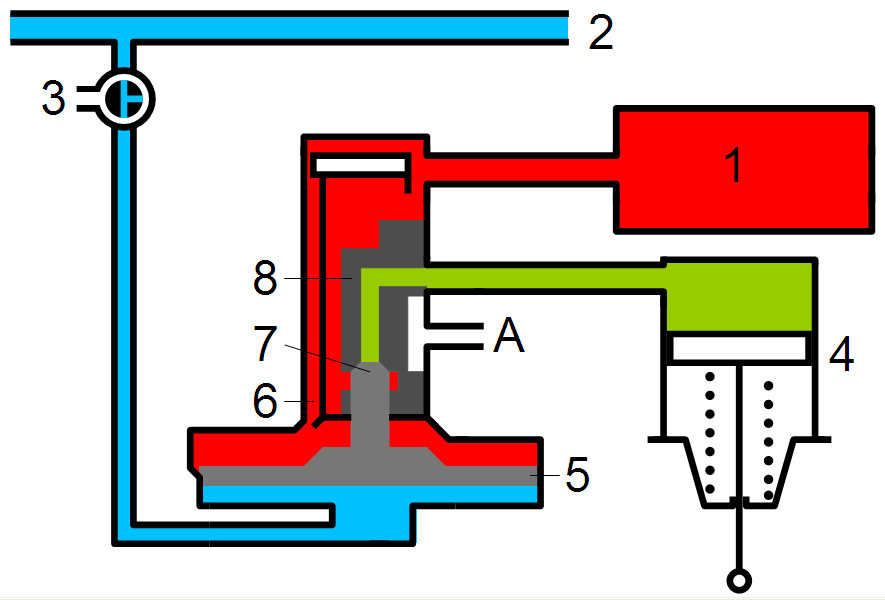
Abschlussstellung

Der Lokomotivführer kann eine Bremsung jederzeit unterbrechen beziehungsweise stufenweise bremsen. Sobald der Druck im Bremszylinder 4 (grün) die nach oben gerichtete Kraft des Abstufungsventil 7 aufzuheben vermag, bewegt sich das Abstufungsventil nach oben und verhindert eine weitere Luftzufuhr vom Hilfsluftbehälter 1 zum Bremszylinder. Weil sich der Schieber 8 noch in der Bremsstellung befindet, ist kein Luftaustritt vom Bremszylinder ins Freie möglich und der einregulierte Bremszylinderdruck bleibt erhalten.

#### Lösen
Leitet der Lokomotivführer mit dem Führerbremsventil das Lösen der Bremsen ein, indem er den Druck in der Hauptluftleitung 2 wieder erhöht, erhöht sich der Druck im Raum (blau) über dem Steuerkolben 5. Der Steuerkolben mit dem Abstufungsventil 7 wird in einen Sitz gepresst, so dass durch die geöffnete Füllnut 6 (rot) und der Hilfsluftbehälter 1 allmählich mit Druckluft aufgefüllt wird. Das Abstufungsventil bewegt den Schieber 8 in Lösestellung, wodurch die Druckluft (grün) aus dem Bremszylinder 4 ins Freie entweichen kann.
Die einlösige Bremse kann stufenweise angelegt, aber nur auf einmal gelöst werden. Die Bremse sollte nach Möglichkeit so lange gelöst bleiben, bis die Hilfsluftbehälter vollständig aufgefüllt sind. Wird sie vorher wieder angelegt, kann aufgrund des geringeren Drucks im Hilfsluftbehälter nicht der volle Bremszylinderdruck erreicht werden. Dieses Nachlassen der Bremswirkung bei (zu) häufiger Betätigung der Bremse wird als Erschöpfbarkeit bezeichnet.

## Vakuumsteuerventil
1 Speiseleitung

2 Hauptluftleitung

3 Vorratluftbehälter

4 Bremszylinder

5 Rückschlagventil

6 Steuerbehälter

7 Steuerkolben

8 Regulierkolben

9 Einlassventil

10 Mindestdrucküberwachung < 5,5 bar

A Luftauslass ins Freie

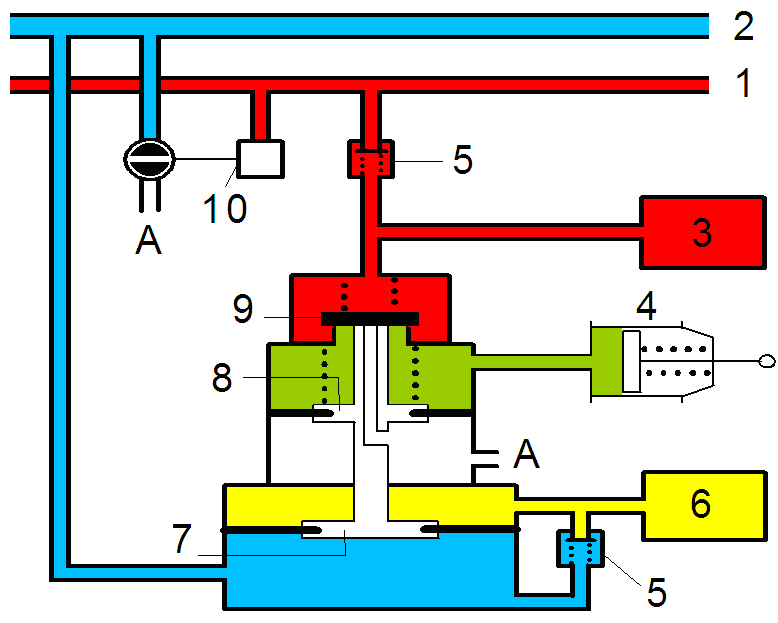
Vakuumgesteuerte Druckluftbremse: Vakuumsteuerventil
1 Speiseleitung
2 Hauptluftleitung
3 Vorratluftbehälter
4 Bremszylinder
5 Rückschlagventil
6 Steuerbehälter
7 Steuerkolben
8 Regulierkolben
9 Einlassventil
10 Mindestdrucküberwachung < 5,5 bar
A Luftauslass ins Freie

Fahrzeuge mit vakuumgesteuerter Druckluftbremse sind zusätzlich zur reinen Vakuumbremse mit einem Vakuumsteuerventil, auch Übersetzungsventil genannt, ausgerüstet, das im Wesentlichen ein vakuumgesteuertes Druckluftventil ist. Dieses hat die gleiche Funktion wie das Steuerventil der Druckluftbremse. Der Bremszylinder wird über die Speiseleitung und das Vakuumsteuerventil mit Druckluft versorgt.
Beim Füllen und Lösen wird die Hauptluftleitung 2 und der Steuerbehälter 6 durch die Vakuumpumpe des Triebfahrzeugs auf 52 cm Hg evakuiert. Der Kolben des Steuerventils bewegt sich nach unten und der Bremszylinder 4 wird entlüftet.
Beim Bremsen wird durch die Zerstörung des Unterdrucks in der Hauptluftleitung der Kolben des Steuerventils nach oben bewegt. Im Steuerbehälter 6 bleibt das Referenzvakuum von 52 cm Hg durch schließen des Rückschlagventils erhalten. Druckluft strömt aus der Speiseleitung 1 durch das geöffnete Einlassventil 9 in die Kammer über dem Regulierkolben 8 und in den Bremszylinder.
Der Druckanstieg in der Kammer über dem Regulierkolben bewirkt, dass der Kolben des Steuerventils nach unten gedrückt und das Einlassventil geschlossen wird.
Auf Grund des Unterdrucks in der Hauptluftleitung, des Unterdrucks im Steuerbehälter und des Bremszylinderdrucks funktioniert das Steuerventil nach dem Dreidruckprinzip. Dadurch ist es möglich, den Bremszylinderdruck abgestuft zu regeln.
Voraussetzung für die sichere Funktionsfähigkeit der vakuumgesteuerten Druckluftbremse ist die Versorgung mit Druckluft über die Speiseleitung. Mit der Mindestdrucküberwachung 10 wird der Druck der Speiseleitung überwacht. Sinkt dieser unter 5,5 bar, wird die Hauptluftleitung zwangsbelüftet.

## Bedingungen an ein Steuerventil
Das Steuerventil verleiht der Bremse folgende wichtige Eigenschaften:
- Unerschöpfbar bei sachgerechter Bremsbedienung
- gute Regulierfähigkeit, das heißt hohe Empfindlichkeit beim Bremsen und Lösen
- hohe Durchschlagsgeschwindigkeit
- geringe Empfindlichkeit gegen Überdruck in der Hauptluftleitung
- Unempfindlichkeit gegen geringe Druckschwankungen
- selbsttätiges Ersetzen der Luftverluste in den Bremszylindern
- rasches Ansprechen der Bremse und kontinuierlichen Druckverlauf
- Zuverlässigkeit bei jeder Witterung.

Die gute Regulierfähigkeit ist sowohl beim Bremsen als auch beim Lösen wichtig. Die Bremsen sind beim Bremsen und bei der mehrlösigen Bremse auch beim Lösen immer abgestuft regulierbar.
Zur Vergrößerung der Durchschlagsgeschwindigkeit ist das Steuerventil in der Regel mit einem Beschleunigungsventil ausgerüstet. Es bewirkt, dass beim Bremsen eine gewisse Menge Druckluft an Ort und Stelle aus der Hauptluftleitung ausströmt. Dadurch kann die Durchschlagsgeschwindigkeit von ca. 90 bis 180 m/s auf ca. 250 bis 280 m/s erhöht werden.